# Rhinolophus imaizumii
Rhinolophus imaizumii — вид кажанів родини Підковикові (Rhinolophidae). Вид є ендеміком Японії. Мешкає у лісах помірного поясу на острові Іріомоте.